# Bordtennis vid panamerikanska spelen
Bordtennis vid panamerikanska spelen har spelats sedan 1979.

## Historisk överblick över grenar
| Grenar / År          | 1979 | 1983 | 1987 | 1991 | 1995 | 1999 | 2003 | 2007 | 2011 | 2015 | 2019 |
| -------------------- | ---- | ---- | ---- | ---- | ---- | ---- | ---- | ---- | ---- | ---- | ---- |
| Damsingel            | X    | X    | X    | X    | X    | X    | X    | X    | X    | X    | X    |
| Damdubbel            | X    | X    | X    | X    | X    |      | X    |      |      |      | X    |
| Damernas lagtävling  | X    | X    | X    | X    | X    | X    |      | X    | X    | X    | X    |
| Herrsingel           | X    | X    | X    | X    | X    | X    | X    | X    | X    | X    | X    |
| Herrdubbel           | X    | X    | X    | X    | X    |      | X    |      |      |      | X    |
| Herrarnas lagtävling | X    | X    | X    | X    | X    | X    |      | X    | X    | X    | X    |
| Mixeddubbel          | X    | X    | X    | X    | X    |      |      |      |      |      | X    |

## Medaljsammanfattning

### Damernas tävlingar

#### Damsingel
| Spel                | Guld                   | Silver                 | Brons                   | Brons                     |
| San Juan 1979       | Mariann Domonkos (CAN) | Liu Fan Yeen (USA)     | Diana Guillen (MEX)     | Judy Bochenski (USA)      |
| Caracas 1983        | Insook Bhushan (USA)   | Madeleine Armas (CUB)  | Elizabeth Popper (VEN)  | Marta Báez (CUB)          |
| Indianapolis 1987   | Insook Bhushan (USA)   | Mariann Domonkos (CAN) | Mónica Liyau (PER)      | Carmen Miranda Yera (CUB) |
| Havanna 1991        | Insook Bhushan (USA)   | Lily Yip (USA)         | Madeleine Armas (CUB)   | Jackeline Díaz (CHI)      |
| Mar del Plata 1995  | Geng Lijuan (CAN)      | Lily Yip (USA)         | Barbara Chiu (CAN)      | Diana Gee (USA)           |
| Winnipeg 1999       | Gao Jun (USA)          | Geng Lijuan (CAN)      | Petra Cada (CAN)        | Amy Feng (USA)            |
| Santo Domingo 2003  | Gao Jun (USA)          | Wu Xue (DOM)           | Tawny Banh (USA)        | Berta Rodríguez (CHI)     |
| Rio de Janeiro 2007 | Gao Jun (USA)          | Wu Xue (DOM)           | Wang Chen (USA)         | Judy Long (CAN)           |
| Guadalajara 2011    | Zhang Mo (CAN)         | Wu Xue (DOM)           | Lily Zhang (USA)        | Ariel Hsing (USA)         |
| Toronto 2015        | Jennifer Wu (USA)      | Lin Gui (BRA)          | Caroline Kumahara (BRA) | Lily Zhang (USA)          |
| Lima 2019           | Adriana Díaz (PUR)     | Jennifer Wu (USA)      | Melanie Díaz (PUR)      | Bruna Takahashi (BRA)     |

#### Damdubbel
| Spel               | Guld                                        | Silver                                | Brons                                     | Brons                                     |
| San Juan 1979      | Mariann Domonkos & Biurte Plucas (CAN)      | Judy Bochenski & Connie Sweeris (USA) | Ana Uribe & Isabel Bastida (COL)          | Paquita Roman & Ailed Gonzalez (CUB)      |
| Caracas 1983       | Insook Bhushan & Diana Gee (USA)            | Madeleine Armas & Marta Báez (CUB)    | Elizabeth Popper & Nieves Arevalo (VEN)   | Mariann Domonkos & Thanh Mach (CAN)       |
| Indianapolis 1987  | Carmen Miranda Yera & Marisel Ramirez (CUB) | Mariann Domonkos & Thanh Mach (CAN)   | Madeleine Armas & Marta Báez (CUB)        | Patricia Cabrera & Betty Guamancera (ECU) |
| Havanna 1991       | Lily Yip & Li Ai (USA)                      | Insook Bhushan & Diana Gee (USA)      | Madeleine Armas & Yolanda Rodrigues (CUB) | Julie Barton & Caroline Sylvestre (CAN)   |
| Mar del Plata 1995 | Geng Lijuan & Barbara Chiu (CAN)            | Sofija Tepes & Jackelin Díaz (CHI)    | Tawny Banh & Wei Wang (USA)               | Berta Rodríguez & Ursula Macaya (CHI)     |
| Santo Domingo 2003 | Gao Jun & Jasna Fazlić (USA)                | Lily Yip & Tawny Banh (USA)           | Fabiola Ramos & Luisana Perez (VEN)       | Wu Xue & Olga Vila (DOM)                  |
| Lima 2019          | Adriana Díaz & Melanie Díaz (PUR)           | Jennifer Wu & Lily Zhang (USA)        | Alicia Côté & Zhang Mo (CAN)              | Bruna Takahashi & Jessica Yamada (BRA)    |

#### Damernas lagtävling
| Spel                | Guld                                                            | Silver                                                                        | Brons                                                                           | Brons                                                         |
| San Juan 1979       | Kanada · Mariann Domonkos · Biurte Plucas                       | USA · Liu Fan Yeen · Judy Bochenski · Connie Sweeris                          | Trinidad och Tobago · Nadira Abdool · Tara Hansrajsingh                         | 0                                                             |
| Caracas 1983        | USA · Insook Bhushan · Diana Gee                                | Kuba · Madeleine Armas · Marta Báez · Carmem Miranda Yera                     | Kanada · Mariann Domonkos · Thanh Mach · Gloria Hsu                             | Dominikanska republiken · Blanca Alejo · Brigida Perez        |
| Indianapolis 1987   | USA · Insook Bhushan · Diana Gee · Lisa Gee · Takako Tren Holme | Kuba · Madeleine Armas · Marta Báez · Carmem Miranda Yera · Maricel Ramirez   | Kanada · Mariann Domonkos · Thanh Mach · Helene Bedard                          | 0                                                             |
| Havanna 1991        | USA · Insook Bhushan · Diana Gee · Lily Yip · Li Ai             | Kuba · Madeleine Armas · Yolanda Rodriguez · Leticia Suarez · Maricel Ramirez | Brasilien · Carla Tibério · Lyanne Kosaka · Marta Massuda · Mônica Dotti        | 0                                                             |
| Mar del Plata 1995  | Kanada · Geng Lijuan · Barbara Chiu · Chris Xu · Petra Cada     | USA · Diana Gee · Lily Yip · Tawny Banh · Wei Wang                            | Kuba · Madeleine Armas · Yolaisdis García · Marisel Ramírez · Yolanda Rodriguez | 0                                                             |
| Winnipeg 1999       | USA · Gao Jun · Tawny Banh · Amy Feng                           | Kanada · Geng Lijuan · Chris Xu · Petra Cada                                  | Brasilien · Eugênia Ferreira · Lígia Silva · Lyanne Kosaka                      | Chile · Berta Rodríguez · Sofija Tepes · Silvia Morel         |
| Rio de Janeiro 2007 | USA · Gao Jun · Wang Chen · Tawny Banh                          | Kanada · Judy Long · Zhang Mo · Chris Xu                                      | Kuba · Glendys Gonzalez · Dayana Ferrer · Anisleyvis Bereau                     | Dominikanska republiken · Johenny Valdez · Wu Xue · Lian Qian |
| Guadalajara 2011    | Dominikanska republiken · Wu Xue · Johenny Valdez · Eva Brito   | Venezuela · Fabiola Ramos · Ruaida Ezzeddine · Luisana Perez                  | USA · Ariel Hsing · Lily Zhang · Erica Wu                                       | Colombia · Paula Medina · Luisa Zuluaga · Johana Araque       |
| Toronto 2015        | USA · Lily Zhang · Jennifer Wu · Zheng Jiaqi                    | Brasilien · Lin Gui · Caroline Kumahara · Lígia Silva                         | Kanada · Alicia Cote · Anqi Luo · Zhang Mo                                      | Puerto Rico · Carelyn Cordero · Adriana Diaz · Melanie Díaz   |
| Lima 2019           | Puerto Rico · Adriana Díaz · Melanie Díaz · Daniely Ríos        | Brasilien · Caroline Kumahara · Bruna Takahashi · Jessica Yamada              | Kanada · Alicia Côté · Ivy Liao · Zhang Mo                                      | USA · Amy Wang · Jennifer Wu · Lily Zhang                     |

### Herrarnas tävlingar

#### Herrsingel
| Spel                | Guld                 | Silver                 | Brons                 | Brons                 |
| San Juan 1979       | Eddie Lo (CAN)       | Mario Álvarez (DOM)    | Alex Polisois (CAN)   | Raymundo Fermin (DOM) |
| Caracas 1983        | Brian Masters (USA)  | Ricardo Inokuchi (BRA) | Mario Álvarez (DOM)   | Walter Nathan (PER)   |
| Indianapolis 1987   | Joe Ng (CAN)         | Sean O'Neill (USA)     | Cláudio Kano (BRA)    | Carlos Kawai (BRA)    |
| Havanna 1991        | Hugo Hoyama (BRA)    | Cláudio Kano (BRA)     | Horatio Pintea (CAN)  | James Butler (USA)    |
| Mar del Plata 1995  | Hugo Hoyama (BRA)    | Cláudio Kano (BRA)     | Horatio Pintea (CAN)  | James Butler (USA)    |
| Winnipeg 1999       | David Zhuang (USA)   | Liu Song (ARG)         | Fransisco Arado (CUB) | Jorge Gambra (CHI)    |
| Santo Domingo 2003  | Lin Ju (DOM)         | Thiago Monteiro (BRA)  | Hugo Hoyama (BRA)     | Liu Song (ARG)        |
| Rio de Janeiro 2007 | Lin Ju (DOM)         | Liu Song (ARG)         | Thiago Monteiro (BRA) | 0                     |
| Guadalajara 2011    | Liu Song (ARG)       | Marcos Madrid (MEX)    | Alberto Mino (ECU)    | Lin Ju (DOM)          |
| Toronto 2015        | Hugo Calderano (BRA) | Gustavo Tsuboi (BRA)   | Thiago Monteiro (BRA) | Eugene Wang (CAN)     |
| Lima 2019           | Hugo Calderano (BRA) | Jiaji Wu (DOM)         | Eugene Wang (CAN)     | Kanak Jha (USA)       |

#### Herrdubbel
| Spel               | Guld                                  | Silver                                      | Brons                                  | Brons                                 |
| San Juan 1979      | Eddie Lo & Alex Polisois (CAN)        | Mario Álvarez & Esteban Ortiz Gonzalo (DOM) | Raymundo Fermin & Juan Vila (DOM)      | Gustavo Ripalda & Gustavo Ulloa (ECU) |
| Caracas 1983       | Ricardo Inokuchi & Cláudio Kano (BRA) | Raymundo Fermin & Juan Vila (DOM)           | Brian Masters & Sean O'Neill (USA)     | Marcos Nunes & Jorge Gambra (CHI)     |
| Indianapolis 1987  | Joe Ng & Horatio Pintea (CAN)         | Cláudio Kano & Hugo Hoyama (BRA)            | Marcos Nunes & Jorge Gambra (CHI)      | Mario Álvarez & Juan Vila (DOM)       |
| Havanna 1991       | Cláudio Kano & Hugo Hoyama (BRA)      | Joe Ng & Horatio Pintea (CAN)               | Carlos Kawai & Silney Yuta (BRA)       | Ruben Arado & Ernesto Gonzalez (CUB)  |
| Mar del Plata 1995 | Cláudio Kano & Hugo Hoyama (BRA)      | Pablo Tabachnik & Martin Paradela (ARG)     | Joe Ng & Horatio Pintea (CAN)          | Juan Papic & Juan Salamanca (CHI)     |
| Santo Domingo 2003 | Hugo Hoyama & Thiago Monteiro (BRA)   | Gustavo Tsuboi & Bruno Anjos (BRA)          | Liu Song & Pablo Tabachnik (ARG)       | Lin Ju & Roberto Brito (DOM)          |
| Lima 2019          | Hugo Calderano & Gustavo Tsuboi (BRA) | Gastón Alto & Horacio Cifuentes (ARG)       | Brian Afanador & Daniel González (PUR) | Emil Santos & Jiaji Wu (DOM)          |

#### Herrarnas lagtävling
| Spel                | Guld | Silver                                                            | Brons                                                                                 | Brons                                                           |
| San Juan 1979       | Dominikanska republiken · Mario Álvarez · Raymundo Fermin · Esteban Ortiz · Juan Vila                      | USA · Quang Dang Bui · David Sakai · Dean Doyle · Todd Petersen   | Kanada · Eddie Lo · Alex Polisois                                                     | 0                                                               |
| Caracas 1983        | Brasilien · Ricardo Inokuchi · Cláudio Kano · Acassio da Cunha · Aristides Nascimento · Maurício Kobayashi | Kanada · Joe Ng · Horatio Pintea · Bao Nguyen · Alain Bourbonnais | Dominikanska republiken · Mario Álvarez · Raymundo Fermin · Juan Vila · Gonzalo Ortiz | Jamaica                                                         |
| Indianapolis 1987   | Brasilien · Cláudio Kano · Hugo Hoyama · Carlos Kawai                                                      | USA · James Butler · Khoa Nguyen · Sean O'Neill · Quang Bui       | Kanada · Joe Ng · Horatio Pintea · Cristopher Chu                                     | 0                                                               |
| Havanna 1991        | Brasilien · Cláudio Kano · Hugo Hoyama · Carlos Kawai · Silnei Yuta                                        | USA · James Butler · Sean O'Neill · Dhirem Narotam · Chi-Sun Chui | Kanada · Joe Ng · Horatio Pintea · Francis Trudel · Come-Vincent Bernier              | 0                                                               |
| Mar del Plata 1995  | Brasilien · Cláudio Kano · Hugo Hoyama · Carlos Kawai · Silnei Yuta                                        | USA · James Butler · Sean O'Neill · Chi-Sun Chui · Derek May      | Kanada · Joe Ng · Horatio Pintea · Francis Trudel · D. Su                             | 0                                                               |
| Winnipeg 1999       | USA · David Zhuang · Eric Owens · Todd Sweeris                                                             | Argentina · Liu Song · Pablo Tabachnik · Juan Frery               | Brasilien · Hugo Hoyama · Thiago Monteiro · Carlos Kawai                              | Kanada · Pradeeban Peter-Paul · Xavier Therien · Horatio Pintea |
| Rio de Janeiro 2007 | Brasilien · Hugo Hoyama · Thiago Monteiro · Gustavo Tsuboi                                                 | Argentina · Liu Song · Pablo Tabachnik · Gaston Alto              | Kanada · Pierre-Luc Hinse · Shen Qiang · Pradeeban Peter-Paul                         | USA · Mark Hazinski · Eric Owens · Han Xiao                     |
| Guadalajara 2011    | Brasilien · Hugo Hoyama · Thiago Monteiro · Gustavo Tsuboi                                                 | Argentina · Liu Song · Pablo Tabachnik · Gaston Alto              | Kuba · Andy Pereira · Jorge Campos · Pavel Oxamendi                                   | Mexiko · Marcos Madrid · Guillermo Muñoz · Jude Okoh            |
| Toronto 2015        | Brasilien · Hugo Calderano · Thiago Monteiro · Gustavo Tsuboi                                              | Paraguay · Marcelo Aguirre · Axel Gavilan · Alejandro Toranzos    | Kanada · Marko Medjugorak · Pierre-Luc Thériault · Eugene Wang                        | Puerto Rico · Brian Afanador · Héctor Berríos · Daniel González |
| Lima 2019           | USA · Kanak Jha · Nikhil Kumar · Nicholas Tio                                                              | Argentina · Gastón Alto · Horacio Cifuentes · Pablo Tabachnik     | Brasilien · Hugo Calderano · Eric Jouti · Gustavo Tsuboi                              | Kuba · Jorge Campos · Liván Martínez · Andy Pereira             |

#### Mixeddubbel
| Spel               | Guld                                   | Silver                                  | Brons                            | Brons                                    |
| San Juan 1979      | Alex Polisois & Mariann Domonkos (CAN) | Sergio Sánchez & Diana Guillen (MEX)    | Eddie Lo & Biurte Plucas (CAN)   | Bui Quang Dang & Liu Fan Yeen (USA)      |
| Caracas 1983       | Sean O'Neill & Insook Bhushan (USA)    | Horatio Pintea & Mariann Domonkos (CAN) | Cláudio Kano & Sandra Noda (BRA) | Fransisco Lopez & Elizabeth Popper (VEN) |
| Indianapolis 1987  | Khoa Nguyen & Insook Bhushan (USA)     | Sean O'Neill & Diana Gee (USA)          | Joe Ng & Mariann Domonkos (CAN)  | Fransisco Lopez & Elizabeth Popper (VEN) |
| Havanna 1991       | Sean O'Neill & Diana Gee (USA)         | Ruben Arado & Yolanda Rodrigues (CUB)   | Joe Ng & Julie Barton (CAN)      | Ernesto Gonzalez & Madeleine Armas (CUB) |
| Mar del Plata 1995 | Horatio Pintea & Geng Lijuan (CAN)     | Fransisco Arado & Madeleine Armas (CUB) | Hugo Hoyama & Lívia Kosaka (BRA) | Joe Ng & Barbara Chiu (CAN)              |
| Lima 2019          | Eugene Wang & Zhang Mo (CAN)           | Gustavo Tsuboi & Bruna Takahashi (BRA)  | Kanak Jha & Jennifer Wu (USA)    | Brian Afanador & Adriana Díaz (PUR)      |